# Лівадійський парк

Ліваді́йський парк (крим. Livadiya park) — парк-пам'ятка садово-паркового мистецтва з елементами регулярного. Розташований на території Лівадії (Ялтинський район), на схилі гори Могабі. Пам'ятка садово-паркового мистецтва. Закладено наприкінці XIX століття.
Площа парку — 47,5 га. На його території зосереджено близько 400 видів, садових форм дерев і чагарників, у тому числі секвоядендрон гігантський, кедр ліванський, кедр гімалайський, кедр атласький блакитний, лавровишня лікарська, лавровишня португальська, Сосна Сабіна, сосна пицундська, сосна кримська, суничник великоплідний, гліцинія та інші.
У парку розташовані кілька фонтанів (у тому числі фонтан «Лівадія», прикрашений арабською в'яззю) і 80-метрова пергола, увита трояндами, виноградом і гліциніями, яка закінчується восьмикутним майданчиком, обрамлена трояндами Банкса. Також на території парку є альтанки (Царська, Рожева, Турецька).
З парку до моря можна спуститься тунелем або на ліфті.

## Галерея

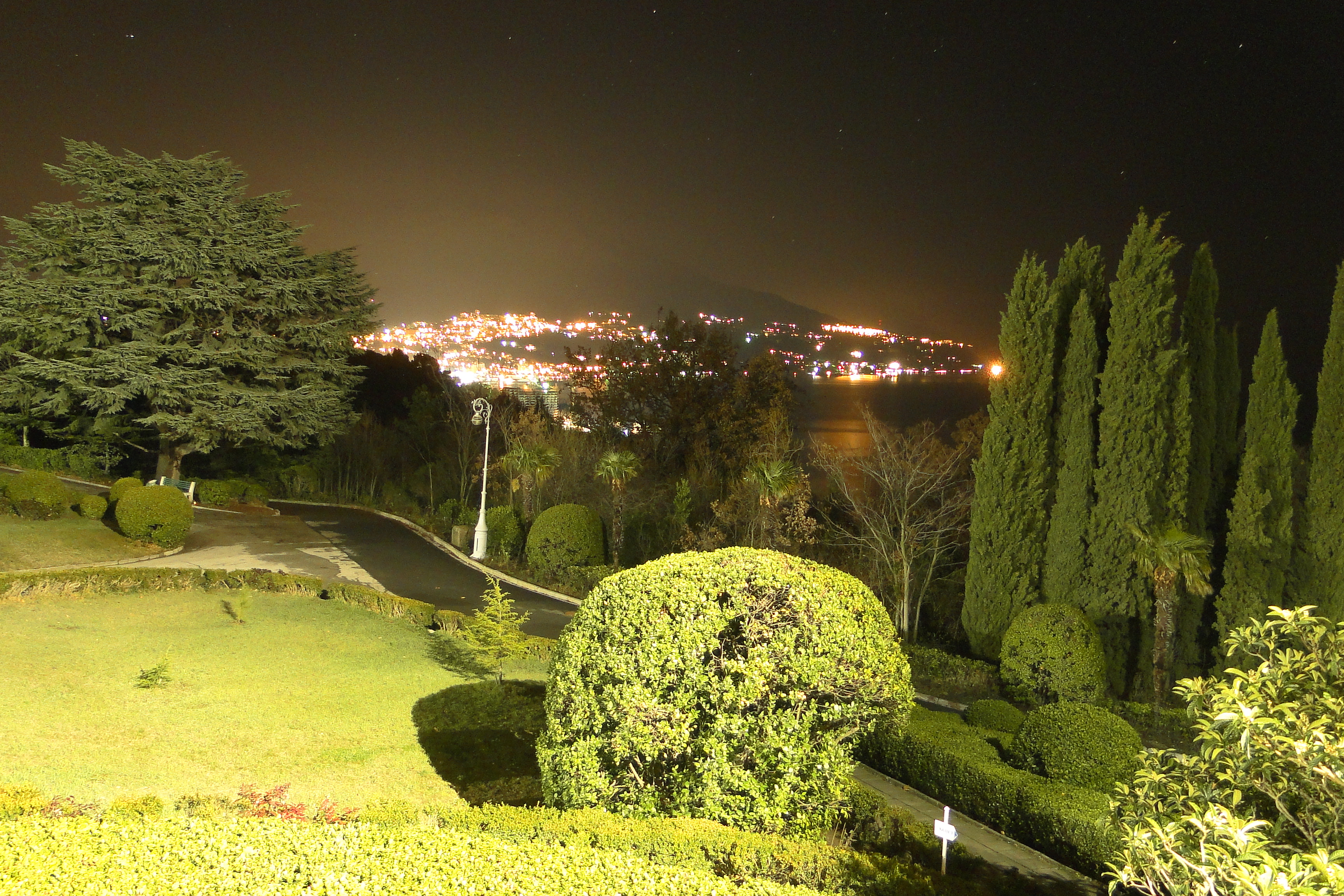
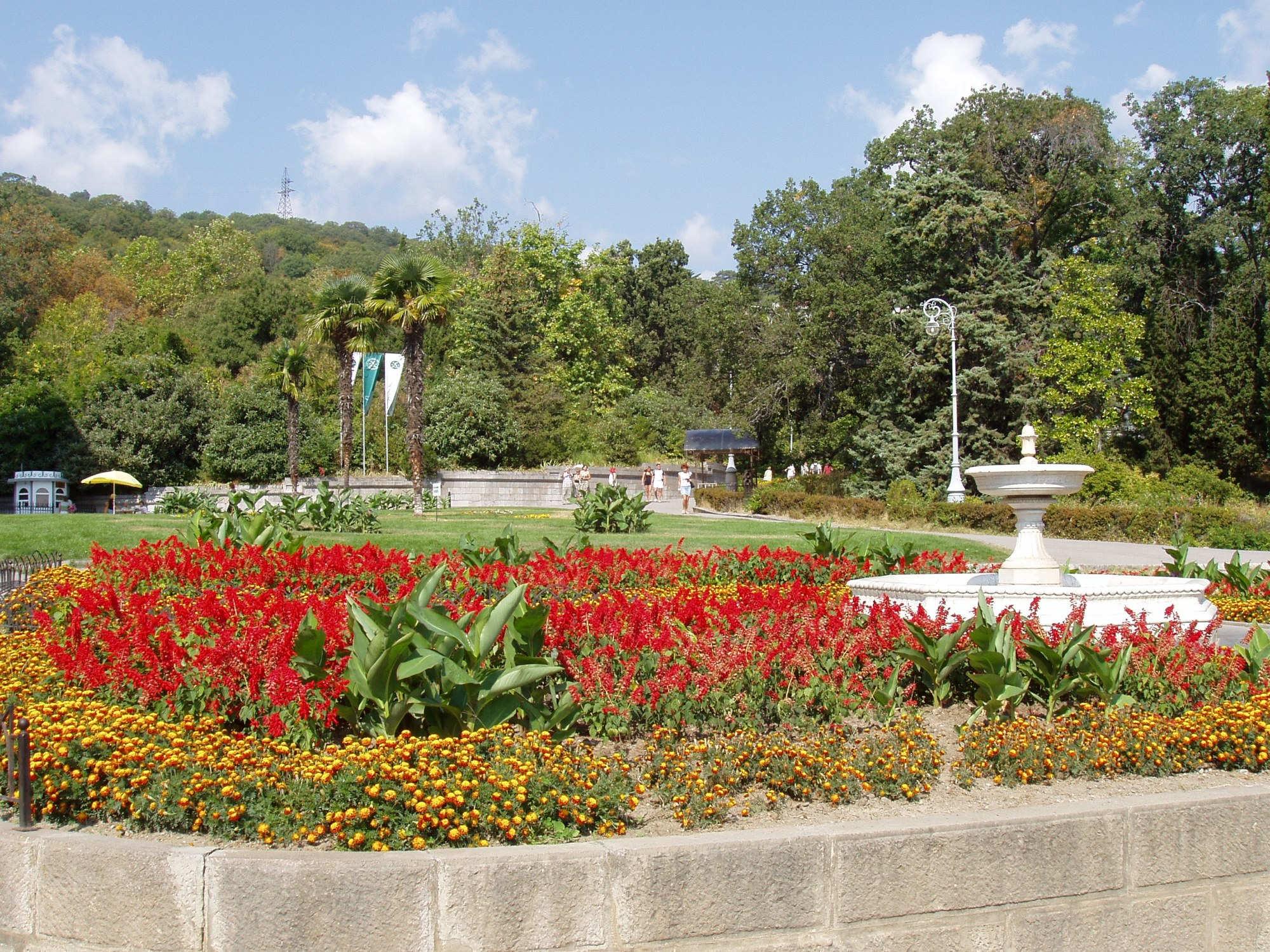
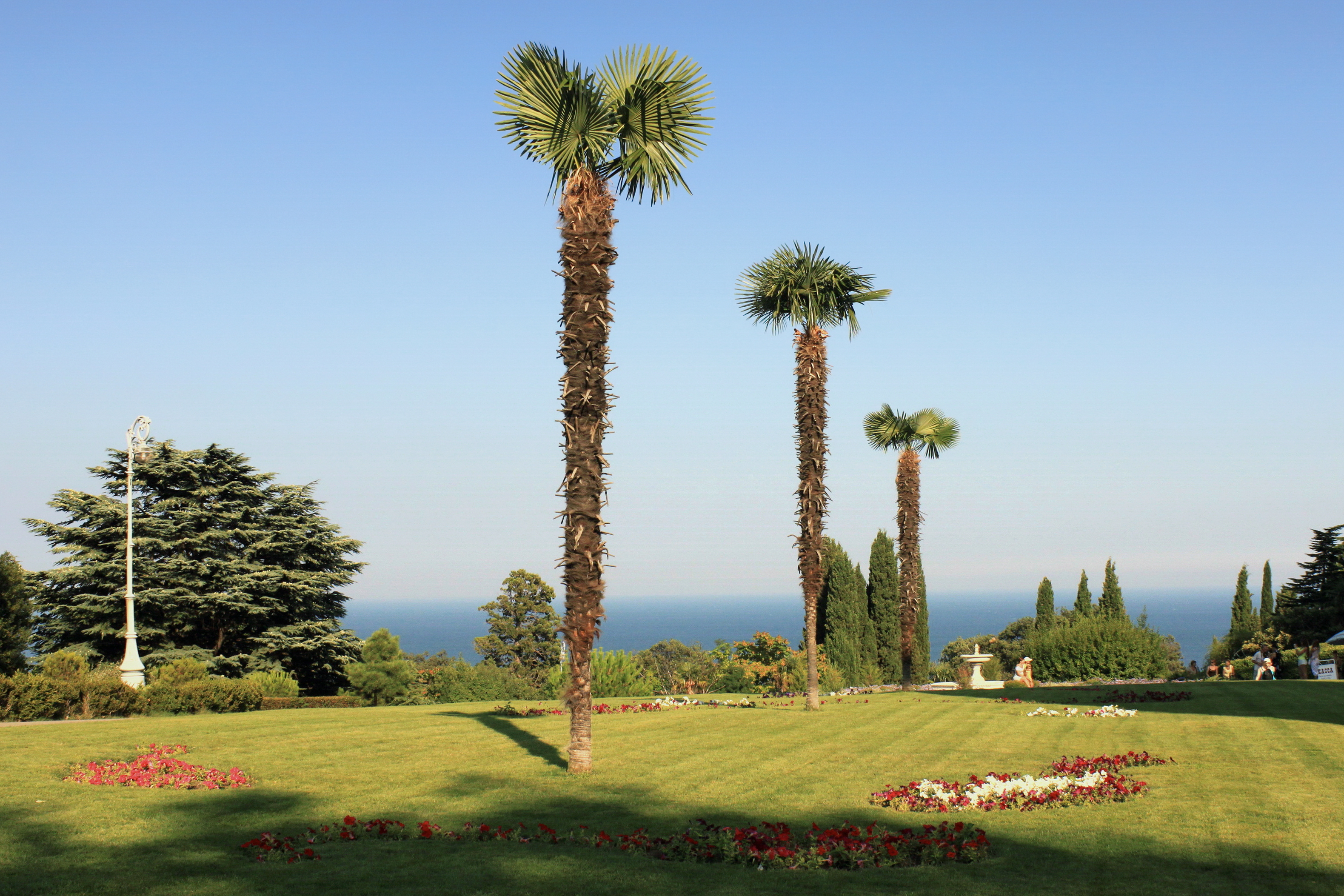